# Johann Baptist Deyrer
Johann Baptist Deyrer (* 1738 in Ingolstadt; † 19. August 1789) war Hofmaler im Hochstift Freising.

## Werke (Auswahl)

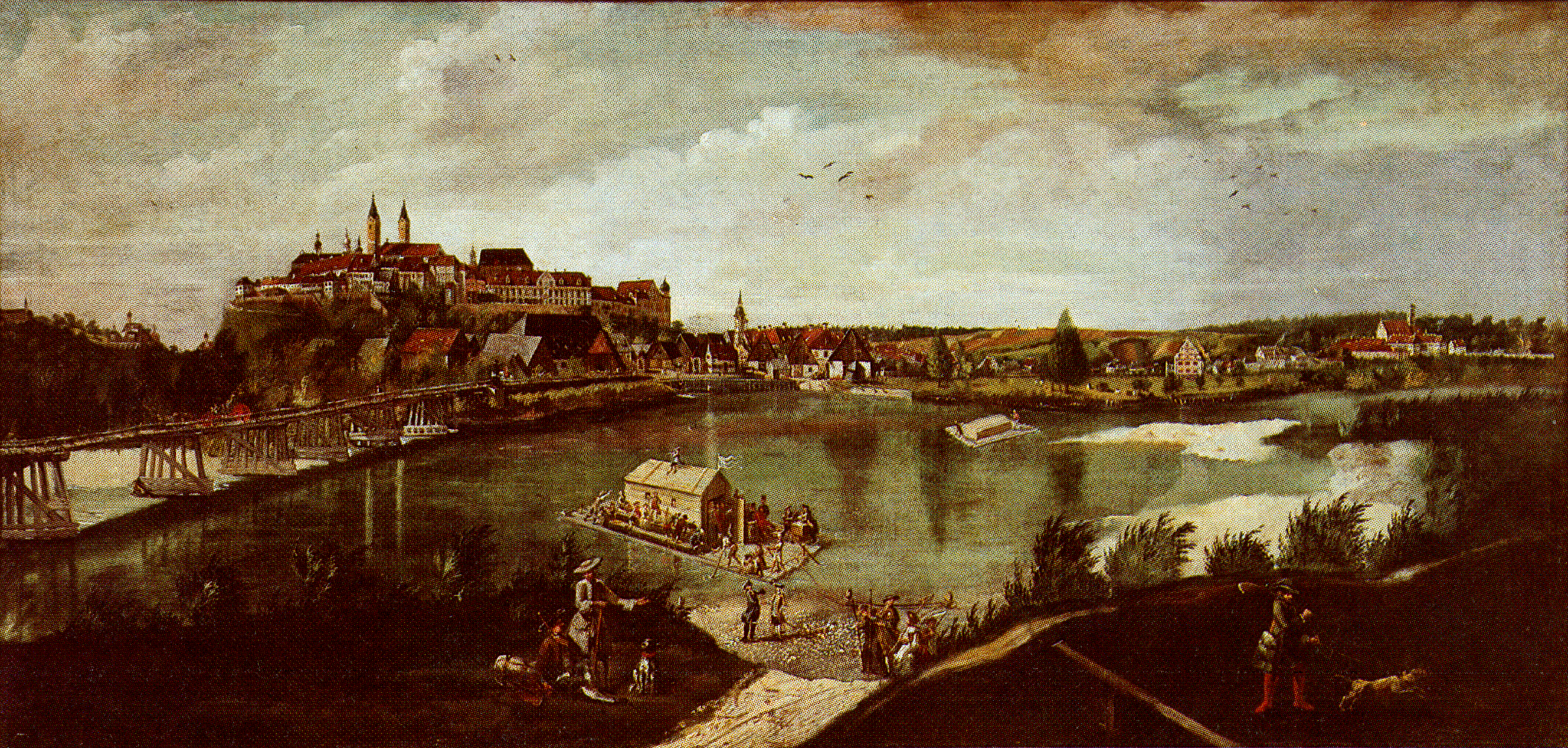
Freising von der Isarbrücke aus gesehen, um 1772, Ölbild

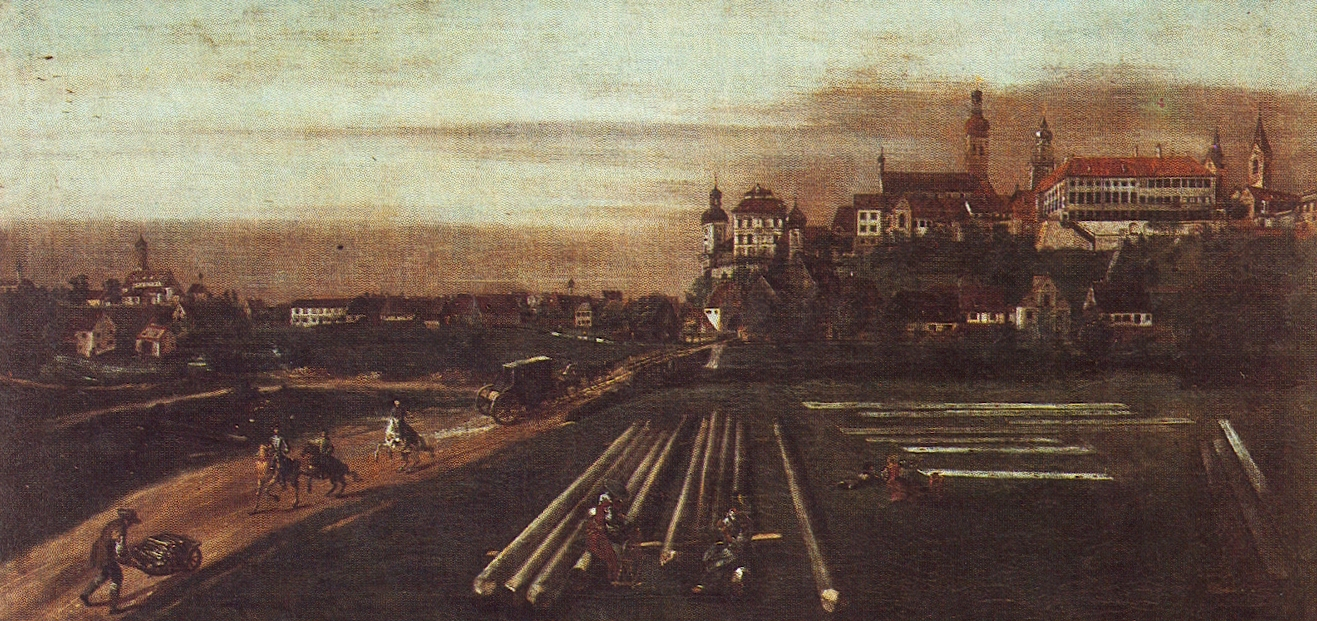
Freising von der Münchner Straße aus gesehen, um 1772, Ölbild

- 1760: Altarblatt in der katholischen Pfarrkirche St. Martin, Marzling
- 1762: Kreuzwegstationen in der katholischen Wallfahrtskirche Zum Gegeißelten Heiland in der Wies (bei Freising)
- 1765: Gemälde für den Hauptaltar der Stiftskirche St. Veit (Freising) (verschwunden)
- 1766: Hochaltarblatt in der katholischen Pfarrkirche St. Martin, Fischbachau
- 1776: Marzling, zwei Seitenaltarblätter
- 1772: Wandgemälde in der Maximilianskapelle des Freisinger Domes
- 1776: Seitenaltarblatt in der katholischen Filialkirche St. Georg, Oberding
- 1777: Altarblatt in der katholischen Pfarrkirche St. Johannes der Täufer, Aufkirchen (Gemeinde Oberding, Landkreis Erding)
- 1780: Kreuzweg in der katholischen Filialkirche St. Philippus und Jakobus, Hangenham (Gemeinde Marzling, Landkreis Freising)
- 1787: Ölgemälde des Seitenaltars in der katholischen Pfarrkirche St. Jakobus, Vierkirchen (Landkreis Dachau)